# Чемпіонат світу з футболу 2014 (кваліфікаційний раунд, УЄФА, група G)
Кваліфікаційний раунд чемпіонату світу з футболу 2014 в зоні УЄФА у Групі G визначив учасника ЧС-2014 у Бразилії від УЄФА. Ним стала збірна Боснії і Герцеговини, Греція вийшла до стадії плей-оф кваліфікаційного раунду.

## Турнірна таблиця
| М  | Команда              | І  | В | Н | П | МЗ | МП | РМ  | О  |
| -- | -------------------- | -- | - | - | - | -- | -- | --- | -- |
| 1. | Боснія і Герцеговина | 10 | 8 | 1 | 1 | 30 | 6  | +24 | 25 |
| 2. | Греція               | 10 | 8 | 1 | 1 | 12 | 4  | +8  | 25 |
| 3. | Словаччина           | 10 | 3 | 4 | 3 | 11 | 10 | +1  | 13 |
| 4. | Литва                | 10 | 3 | 2 | 5 | 9  | 11 | −2  | 11 |
| 5. | Латвія               | 10 | 2 | 2 | 6 | 10 | 20 | −10 | 8  |
| 6. | Ліхтенштейн          | 10 | 0 | 2 | 8 | 4  | 25 | −21 | 2  |

## Результати матчів
Розклад матчів був визначений на зустрічі у Братиславі, Словаччина 18 листопада 2011 року.
| 7 вересня 2012 19:00 UTC+2 |

| Ліхтенштейн | 1 – 8           | Боснія і Герцеговина                                          |
| ----------- | --------------- | ------------------------------------------------------------- |
| Крістен 61' | Протокол(англ.) | Мисимович 26', 31' Ібішевич 34', 40', 83' Джеко 46', 64', 81' |

| Рейнпарк Стадіон, Вадуц Арбітр: Марко Борг (Мальта) |

| 7 вересня 2012 21:15 UTC+3 |

| Литва       | 1 – 1           | Словаччина |
| ----------- | --------------- | ---------- |
| Жалюкас 18' | Протокол(англ.) | Сапара 41' |

| ЛФФ, Вільнюс Арбітр: Карлос Клос Гомес (Іспанія) |

| 7 вересня 2012 21:30 UTC+3 |

| Латвія           | 1 – 2           | Греція                   |
| ---------------- | --------------- | ------------------------ |
| Цауня 42' (пен.) | Протокол(англ.) | Спіропулос 57' Гекас 69' |

| Сконто, Рига Арбітр: Іван Бебек (Хорватія) |

| 11 вересня 2012 20:00 UTC+2 |

| Боснія і Герцеговина                             | 4 – 1           | Латвія    |
| ------------------------------------------------ | --------------- | --------- |
| Мисимович 12' (пен.), 54' П'янич 44' Джеко 90+2' | Протокол(англ.) | Горкшс 5' |

| Билино полє, Зеніца Арбітр: Деніц Айтекін (Німеччина) |

| 11 вересня 2012 20:15 UTC+2 |

| Словаччина            | 2 – 0           | Ліхтенштейн |
| --------------------- | --------------- | ----------- |
| Сапара 36' Якубко 78' | Протокол(англ.) |             |

| Штадіон Пас'єнскі, Братислава Арбітр: Сімон Лі Еванс (Уельс) |

| 11 вересня 2012 21:45 UTC+3 |

| Греція                 | 2 – 0           | Литва |
| ---------------------- | --------------- | ----- |
| Нініс 55' Мітроглу 72' | Протокол(англ.) |       |

| Караїскакіс, Пірей Глядачів: 22 000 Арбітр: Марк Кортні (Північна Ірландія) |

| 12 жовтня 2012 19:30 UTC+2 |

| Ліхтенштейн | 0 – 2           | Литва               |
| ----------- | --------------- | ------------------- |
|             | Протокол(англ.) | Чеснаускіс 51', 75' |

| Райнпарк, Вадуц Глядачів: 700 Арбітр: Славко Вінчич (Словенія) |

| 12 жовтня 2012 20:15 UTC+2 |

| Словаччина                 | 2 – 1           | Латвія                  |
| -------------------------- | --------------- | ----------------------- |
| Гамшик 5' (пен.) Сапара 9' | Протокол(англ.) | Верпаковскіс 84' (пен.) |

| Пасієнскі, Братислава Глядачів: 4,012 Арбітр: Данні Маккелі (Нідерланди) |

| 12 жовтня 2012 21:45 UTC+3 |

| Греція | 0 – 0           | Боснія і Герцеговина |
| ------ | --------------- | -------------------- |
|        | Протокол(англ.) |                      |

| Караїскакіс, Пірей Глядачів: 28,000 Арбітр: Антоніо Дамато (Італія) |

| 16 жовтня 2012 20:00 UTC+3 |

| Латвія                 | 2 – 0          | Ліхтенштейн |
| ---------------------- | -------------- | ----------- |
| Камешс 29' Гаурачс 77' | Протокл(англ.) |             |

| Сконто, Рига Глядачів: 3 500 Арбітр: Іштван Ковач (Угорщина) |

| 16 жовтня 2012 20:00 UTC+2 |

| Боснія і Герцеговина              | 3 – 0           | Литва |
| --------------------------------- | --------------- | ----- |
| Ібішевич 29' Джеко 35' П'янич 41' | Протокол(англ.) |       |

| Біліно Полє, Зеніца Глядачів: 11 920 Арбітр: Мирослав Зелінка (Чехія) |

| 16 жовтня 2012 20:30 UTC+2 |

| Словаччина | 0 – 1           | Греція          |
| ---------- | --------------- | --------------- |
|            | Протокол(англ.) | Салпінгідіс 63' |

| Стадіон Пасієнскі, Братислава Глядачів: 7 494 Арбітр: Вільям Каллам (Шотландія) |

| 22 березня 2013 19:30 UTC+1 |

| Ліхтенштейн    | 1 – 1           | Латвія    |
| -------------- | --------------- | --------- |
| Польверіно 20' | Протокол(англ.) | Цауня 30' |

| Рейнпарк Стадіон, Вадуц Глядачів: 1 150 Арбітр: Кевін Клансі (Шотландія) |

| 22 березня 2013 20:10 UTC+1 |

| Словаччина | 1 – 1           | Литва      |
| ---------- | --------------- | ---------- |
| Якубко 40' | Протокол(англ.) | Шярнас 19' |

| Штадіон под Дубном, Жиліна Глядачів: 4 560 Арбітр: Майкл Олівер (Англія) |

| 22 березня 2013 20:45 UTC+1 |

| Боснія і Герцеговина        | 3 – 1           | Греція      |
| --------------------------- | --------------- | ----------- |
| Джеко 30', 54' Ібішевич 36' | Протокол(англ.) | Гекас 90+3' |

| Билино Полє, Зеніца Глядачів: 13 000 Арбітр: Бйорн Кейперс (Нідерланди) |

| 7 червня 2013 19:30 UTC+3 |

| Латвія | 0 – 5           | Боснія і Герцеговина                                       |
| ------ | --------------- | ---------------------------------------------------------- |
|        | Протокол(англ.) | Лулич 48' Ібішевич 53' Медуньянін 63' П'янич 79' Джеко 82' |

| Сконто, Рига Глядачів: 7 787 Арбітр: Майк Дін (Англія) |

| 7 червня 2013 20:00 UTC+2 |

| Ліхтенштейн | 1 – 1           | Словаччина |
| ----------- | --------------- | ---------- |
| Бюхель 13'  | Протокол(англ.) | Дюріца 73' |

| Рейнпарк Стадіон, Вадуц Арбітр: Мартін Стрембергссон (Швеція]) |

| 7 червня 2013 21:45 UTC+3 |

| Литва | 0 – 1           | Греція              |
| ----- | --------------- | ------------------- |
|       | Протокол(англ.) | Хрістодулопулос 20' |

| ЛФФ, Вільнюс Арбітр: Олегаріу Бенкеренса (Португалія) |

| 6 вересня 2013 21:10 UTC+3 |

| Латвія                  | 2 – 1           | Литва            |
| ----------------------- | --------------- | ---------------- |
| Булвітіс 20' Зюзінс 42' | Протокол(англ.) | Матулевічіус 44' |

| Сконто, Рига Глядачів: 7 306 Арбітр: Себастьян Делферейре (Бельгія) |

| 6 вересня 2013 20:15 UTC+2 |

| Боснія і Герцеговина | 0 – 1           | Словаччина     |
| -------------------- | --------------- | -------------- |
|                      | Протокол(англ.) | Печовський 77' |

| Билино Полє, Зеніца Глядачів: 15 000 Арбітр: Нікола Ріццолі (Італія) |

| 6 вересня 2013 20:45 UTC+2 |

| Ліхтенштейн | 0 – 1           | Греція       |
| ----------- | --------------- | ------------ |
|             | Протокол(англ.) | Мітроглу 72' |

| Рейнпарк Стадіон, Вадуц Глядачів: 2 680 Арбітр: Станіслав Тодоров (Болгарія) |

| 10 вересня 2013 18:30 UTC+3 |

| Литва                         | 2 – 0           | Ліхтенштейн |
| ----------------------------- | --------------- | ----------- |
| Матулевічіус 18' Кіянскас 40' | Протокол(англ.) |             |

| АРВІ футболо арена, Маріямполе Глядачів: 2 700 Арбітр: Лаша Сілагава (Грузія) |

| 10 вересня 2013 20:15 UTC+2 |

| Словаччина | 1 – 2           | Боснія і Герцеговина      |
| ---------- | --------------- | ------------------------- |
| Гамшик 42' | Протокол(англ.) | Бичакчич 70' Гайрович 78' |

| Штадіон под Дубном, Жиліна Глядачів: 9 438 Арбітр: Давід Фернандес Борбалан (Іспанія) |

| 10 вересня 2013 21:45 UTC+3 |

| Греція          | 1 – 0           | Латвія |
| --------------- | --------------- | ------ |
| Салпінгідіс 58' | Протокол(англ.) |        |

| Глядачів: Караїскакіс, Пірей Арбітр: Крістінн Якобссон (Ісландія) |

| 11 жовтня 2013 18:30 UTC+3 |

| Литва                   | 2 – 0           | Латвія |
| ----------------------- | --------------- | ------ |
| Черних 7' Міколюнас 68' | Протокол(англ.) |        |

| ЛФФ, Вільнюс Арбітр: Петур Рейнерт (Фарерські острови) |

| 11 жовтня 2013 20:00 UTC+2 |

| Боснія і Герцеговина                      | 4 – 1           | Ліхтенштейн |
| ----------------------------------------- | --------------- | ----------- |
| Джеко 27', 39' Мисимович 34' Ібішевич 38' | Протокол(англ.) | Гаслер 61'  |

| Билино полє, Зеніца Глядачів: 14 000 Арбітр: Річард Лісвельд (Нідерланди) |

| 11 жовтня 2013 21:45 UTC+3 |

| Греція          | 1 – 0           | Словаччина |
| --------------- | --------------- | ---------- |
| Шкртел 44' (аг) | Протокол(англ.) |            |

| Караїскакіс, Пірей Арбітр: Деніц Айтекін (Німеччина) |

| 15 жовтня 2013 20:00 UTC+3 |

| Греція                       | 2 – 0           | Ліхтенштейн |
| ---------------------------- | --------------- | ----------- |
| Салпінгідіс 7' Карагуніс 81' | Протокол(англ.) |             |

| Караїскакіс, Пірей Глядачів: 18 676 Арбітр: Лібор Коваржик (Чехія) |

| 15 жовтня 2013 20:00 UTC+3 |

| Литва | 0 – 1           | Боснія і Герцеговина |
| ----- | --------------- | -------------------- |
|       | Протокол(англ.) | Ібішевич 68'         |

| Стадіон Даріуса та Жиренаса, Каунас Глядачів: 6 500 Арбітр: Фелікс Цваєр (Німеччина) |

| 15 жовтня 2013 21:10 UTC+3 |

| Латвія                | 2 – 2           | Словаччина           |
| --------------------- | --------------- | -------------------- |
| Шабала 47' Роде 90+2' | Протокол(англ.) | Якубко 9' Салата 16' |

| Сконто, Рига Арбітр: Євген Арановський (Україна) |

## Бомбардири
10 голів
| - Едін Джеко |

8 голів
| - Ведад Ібішевич |

5 голів
| - Звєздан Мисимович |

3 голи
| - Миралем П'янич - Дімітріс Салпінгідіс | - Марек Сапара | - Мартін Якубко |  |